# Sunrise Manor
Sunrise Manor est une ville non incorporée de l'État du Nevada, située dans le comté de Clark, à l'est de Las Vegas. Lors du recensement de 2010, sa population s’élevait à 189 372 habitants.

## Histoire
Sunrise Manor a été fondée en mai 1957.

## Géographie
Selon le bureau du recensement des États-Unis, Sunrise Manor a une superficie totale de 99,1 km2, la totalité de ses terres.

## Démographie
| Groupe            | Spring Valley | Nevada | États-Unis |
| ----------------- | ------------- | ------ | ---------- |
| Blancs            | 49,0          | 66,2   | 72,4       |
| Autres            | 26,1          | 12,0   | 6,2        |
| Afro-Américains   | 12,6          | 8,1    | 12,6       |
| Asiatiques        | 5,8           | 7,2    | 4,8        |
| Métis             | 5,1           | 4,7    | 2,9        |
| Amérindiens       | 0,9           | 1,2    | 0,9        |
| Océaniens         | 0,6           | 0,6    | 0,2        |
| Total             | 100           | 100    | 100        |
|                   |               |        |            |
| Latino-Américains | 48,5          | 26,5   | 16,7       |

Selon l'American Community Survey, pour la période 2011-2015, 50,30 % de la population âgée de plus de 5 ans déclare parler l'anglais à la maison, 43,46 % l'espagnol, 3,13 % le tagalog et 3,12 % une autre langue.

## Culte
Un temple de l'Église de Jésus-Christ des saints des derniers jours a été construit à Sunrise Manor.

## Source
- (en) Cet article est partiellement ou en totalité issu de l’article de Wikipédia en anglais intitulé « Sunrise Manor, Nevada » (voir la liste des auteurs).